# 條紋長角石蛾
條紋長角石蛾（学名：Macrostemum formosicolum）为紋石蛾科長角石蛾屬下的一个种。